# Boophis tephraeomystax
A Boophis tephraeomystax a kétéltűek (Amphibia) osztályába, a békák (Anura) rendjébe és az aranybékafélék (Mantellidae) családjába tartozó faj.

## Előfordulása
Madagaszkár endemikus faja. A sziget északi és keleti részén, 900 m-es tengerszint feletti magasságig honos.

## Megjelenése
Közepes méretű békafaj. A hímek hossza 35–42 mm, a nőstényeké 41–50 mm. Háta bézs vagy világosbarna színű, oldalán általában két sárga sávval és világossárga pettyekkel. Néha nagy méretű barna folt is található rajta. Hasi oldala krémszínű. A hímek bőre szemcsézett, a nőstényeké sima. A hímeknek hüvelykvánkosuk és egyetlen, mérsékelten nyújtható hanghólyagjuk van.
Az ebihalak sárgás színűek, bézs pettyekkel tarkítva; a kifejlődés kései szakaszában többnyire zöldes színűek. Hasuk fehér, elülső részén apró sötét pettyekkel.
A keleti és a délnyugati populációk kromoszómavizsgálata eltéréseket tárt fel, ami arra utal, hogy alfajok lehetségesek.

## Természetvédelmi helyzete
Elterjedési területe jelentős méretű, számos védett területen megtalálható, de élőhelyének elvesztése fenyegeti az erdőirtás, a túllegeltetés, a lakott területek növekedése következtében.